# Sinezona laqueus
Sinezona laqueus es una especie de molusco gasterópodo de la familia Scissurellidae. 

## Distribución geográfica
Se encuentra en Nueva Zelanda